# 機油

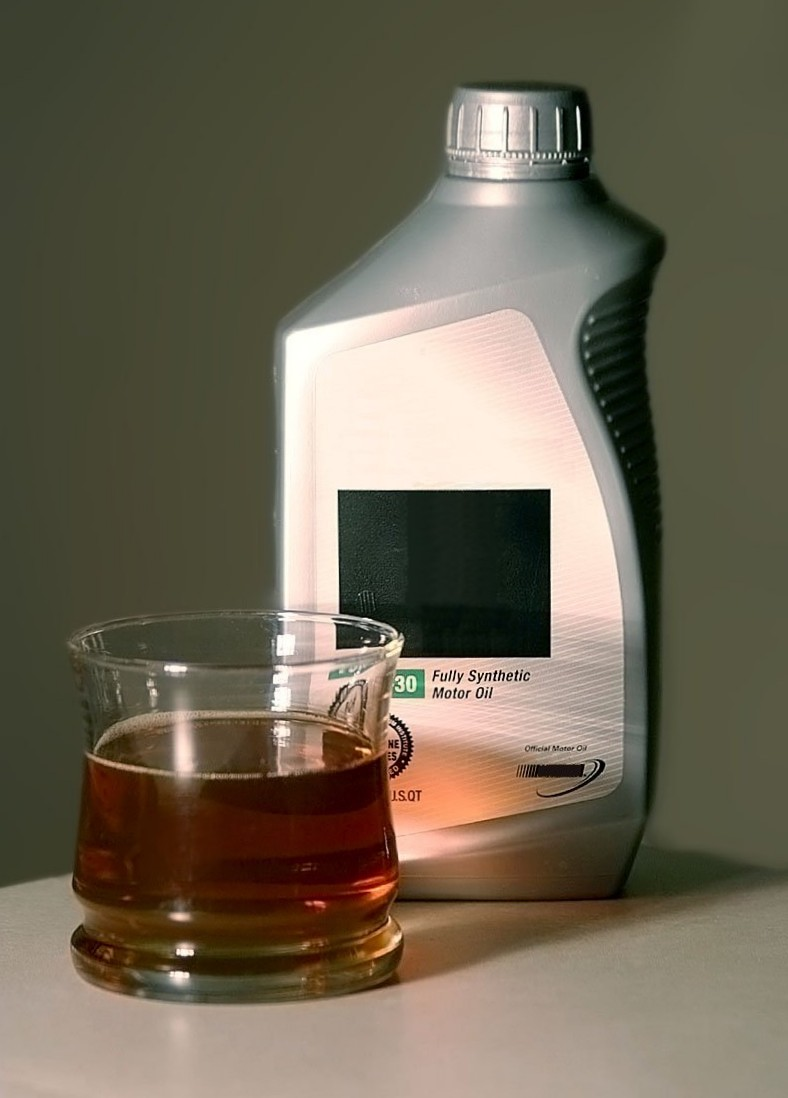
潤滑油

機油是指專門用在內燃機中的潤滑油，由占重量67%~90%的基礎油及10%~33%的添加劑組成，除潤滑外，还有清潔、防鏽、冷卻、氣密等功能。機油的添加劑通常含有潤滑性添加劑 ( 減摩劑、固體潤滑劑、抗磨劑 ) 以及物性添加劑 (抗氧化劑、清淨劑、分散劑、抗蝕防鏽劑、黏度指數提昇劑、傾點降低劑、橡膠膨脹劑、消泡劑 )。
現今機油的基礎油是由烴類 ( 礦物油、氫化裂解、GTL )、聚-α-烯烃 ( PAO ) 或聚內烯烃 ( PIO ) 等成分所組成，均為只由碳及氫所組成的有機化合物。有些高級的機油中會包括20%以下的酯類。

## 黏度級數

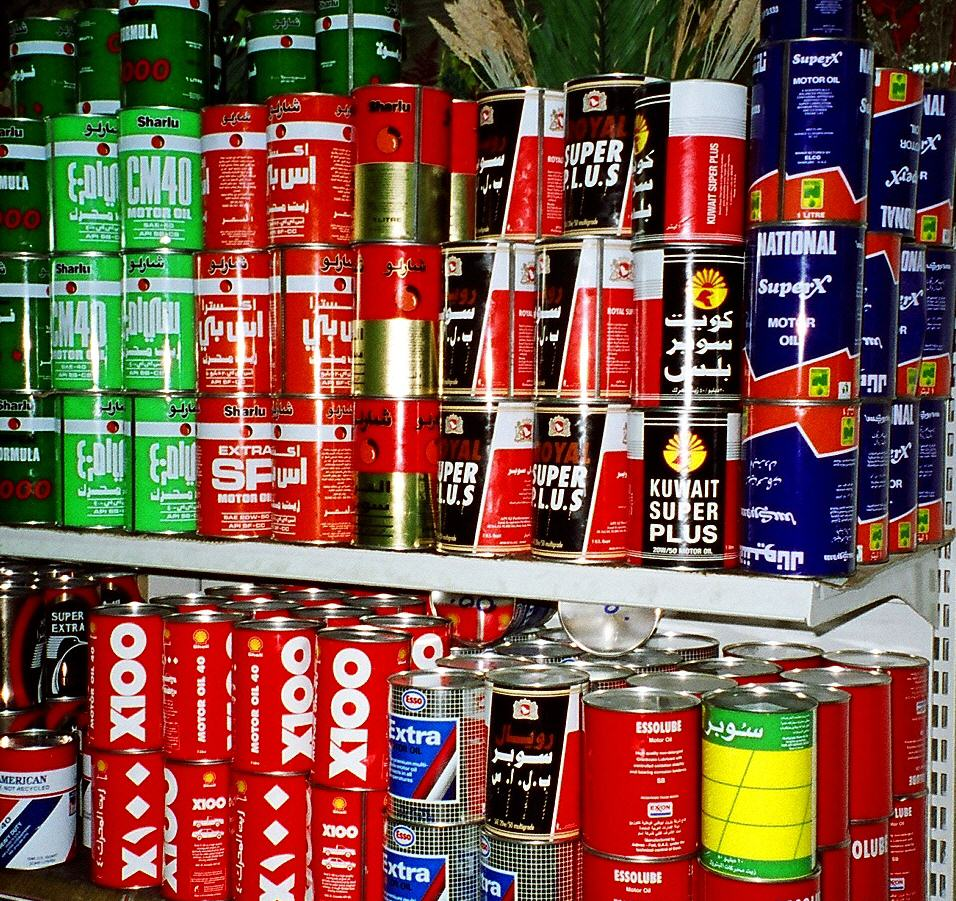
各種不同的機油

### SAE J300
不同種類和性能的機器需要不同黏度的機油，國際汽車工程師學會（SAE:Society of Automotive Engineers）依照機油黏度特性的不同，制定機油的黏度級數標準(SAE J300標準)。黏度級數包括0W, 5W, 10W, 15W, 20W, 25W, 8, 12, 16, 20, 30, 40, 50及60，數字越大表示黏度越高。0W, 5W, 10W, 15W, 20W及25W表示低溫黏度，後面加註字母W (Winter) 代表冬季，為冷車低溫啟動時視黏度的黏度級數；8, 12, 16, 20, 30, 40, 50及60表示一般黏度，為100 °C動力黏度的黏度級數，另外同時要求150 °C高溫高剪切（HTHS）最低黏度。SAE J300文件定義有關黏度級數的檢測標準。動力黏度檢測方式為ASTM D445，是依指定溫度下，標準量的機油需多少時間流過一標準大小的毛細管而定，若時間越長，其動力黏度及SAE一般黏度級數也就越高。
國際汽車工程師協會針對齒輪、軸及手動傳動使用的潤滑油訂定SAE J306標準，其定義和機油的SAE J300標準不同，因此編號較高的齒輪油（如75W-140）不代表其黏度較編號較低的機油要高。
機油黏度級數列表(SAE J300_201501)
| SAE 黏度級數 | 冬季低溫啟動黏度           | 冬季低溫啟動黏度           | 一般情況使用及高溫高剪切黏度 | 一般情況使用及高溫高剪切黏度 | 一般情況使用及高溫高剪切黏度        |
| SAE 黏度級數 | 曲動                       | 泵動                       | 100°C 動力黏度, cSt          | 100°C 動力黏度, cSt          | 150 °C 高溫高剪切(HTHS)最低黏度, cP |
| SAE 黏度級數 | 最高黏度, cP, 於指定溫度時 | 最高黏度, cP, 於指定溫度時 | 最低                         | 最高                         | 150 °C 高溫高剪切(HTHS)最低黏度, cP |
| ------------ | -------------------------- | -------------------------- | ---------------------------- | ---------------------------- | ----------------------------------- |
| 0W           | 6200@−35°C                 | 60000@−40°C                | 3,8                          | -                            | -                                   |
| 5W           | 6600@−30°C                 | 60000@−35°C                | 3,8                          | -                            | -                                   |
| 10W          | 7000@−25°C                 | 60000@−30°C                | 4,1                          | -                            | -                                   |
| 15W          | 7000@−20°C                 | 60000@−25°C                | 5,6                          | -                            | -                                   |
| 20W          | 9500@−15°C                 | 60000@−20°C                | 5,6                          | -                            | -                                   |
| 25W          | 13000@−10°C                | 60000@−15°C                | 9,2                          | -                            | -                                   |
| 8            | -                          | -                          | 4                            | <6,1                         | 1,7                                 |
| 12           | -                          | -                          | 5                            | <7,1                         | 2,0                                 |
| 16           | -                          | -                          | 6,1                          | <8,2                         | 2,3                                 |
| 20           | -                          | -                          | 6.9                          | <9,3                         | 2,6                                 |
| 30           | -                          | -                          | 9,3                          | <12,5                        | 2,9                                 |
| 40           | -                          | -                          | 12,5                         | <16,3                        | 3,5(0W/5W/10W-40)                   |
| 40           | -                          | -                          | 12,5                         | <16,3                        | 3,7(15W/20W/25W-40;單級40)          |
| 50           | -                          | -                          | 16,3                         | <21,9                        | 3,7                                 |
| 60           | -                          | -                          | 21,9                         | <26,1                        | 3,7                                 |

### 單級機油
單級機油的黏度指數通常約85~105，因此單級機油具有非常接近的黏度-溫度變化曲線。SAE J300 標準所定義的單級機油，不能使用聚合類的黏度指數提昇劑。SAE J300標準定義了14級的黏度級別，分別為0W, 5W, 10W, 15W, 20W, 25W, 8, 12, 16, 20, 30, 40, 50, 及 60，其中六級數字後加上英文字母W的是針對冬季低溫啟動的黏度級別（冬季級別），其餘不加英文字母W的是針對一般情況使用的黏度級別（非冬季級別），單級機油又分為冬季級別及非冬季級別。
冬季級別單級機油是以視黏度來分級，量測溫度較低，SAE J300標準規範了不同級別機油的量測溫度，測試方式可分為二種， 分別是冷起動模擬（Cold Cranking Simulator，ASTM D5293）及微型旋轉黏度计（Mini-Rotary Viscometer，ASTM D4684）。機油依其可通過測試的最低溫度標示為SAE 0W, 5W, 10W, 15W, 20W 或 25W。其級別越低，表示可通過測試的溫度越低。例如一機油可通過5W及10W的測試，但無法通過0W的測試，機油需標示為SAE 5W，不能標示為SAE 0W或10W。
非冬季級別單級機油是以100 °C動力黏度來分級，動力黏度的單位為mm²/s或是等效的非SI制單位 cSt，依其100 °C動力黏度來決定其對應的機油級別，標示為SAE 8, 12, 16, 20, 30, 40, 50, 或 60，其數值越高，其機油級別也越高，另外同時依非冬季級級別要求150 °C高溫高剪切（HTHS）最低黏度，單位為mPa·s或等效的非SI制單位釐泊（簡稱cP）。
對於環境溫度變化不大的應用，使用單級機油即可，例如割草機引擎、工業應用或是老爺車。

### 多級機油
多級機油通常應用在溫度變化較大的環境下，從寒冬車輛尚未暖車的低溫，一直到酷夏車輛高速運轉時的高溫。一般單級機油在低溫時黏度會上昇，造成低溫時的流動性不佳，而當溫度到達引擎運轉溫度時，黏度會下降，使得高溫時的潤滑效果不佳。一般單級機油在高溫及低溫時，黏度的差異太大。為了縮小高低溫時黏度的差異，機油中會加入一些稱為黏度指數提昇劑的聚合物，這類的機油就稱為多級機油，不過有些機油使用高黏度指數的基礎油，不需添加黏度指數提昇劑就可以達到多級機油的規格。
多級機油黏度指數通常高於120，多級機油同時符合標明的二種黏度級數，例如10W-30，前面10W是在冬季低溫啟動可達到的黏度級數，後面30則是在一般情況使用可達到的黏度級數，因此多級機油在高低溫差大的環境下較為適用。多級機油的黏度仍然會隨溫度而變化，只是變化率較單級機油小而已。此變化率會依路基礎油本身特性及所加入黏度指數提昇劑的比例而不同。
SAE J300對於多級機油的標示包括二種黏度級數，例如SAE 10W-30，冬季低溫啟動時黏度級數為10W，一般情況使用時黏度級數為30，其中的二種級數定義都分別依照SAE J300針對單級機油的規範。因此，10W-30的機油需同時符合SAE J300針對10W及30單級機油的黏度特性要求，同時也要符合所有和黏度級數有關的要求（例如，10W-30的機油不能通過SAE J300對5W的要求）。若一機油未添加黏度指數提昇劑即可通過多級機油的要求，此機油也可以標示為多級機油，或其二種個別的單級機油中的任何一種。（例如，高比率利用PAO、mPAO、特定酯類等高黏度指數的合成基礎油，不加黏度指數提昇劑即可製成5W-20的多級機油，此機油可以標示為5W-20、20或5W）。相反的，含有黏度指數提昇劑的多級機油一定要標示為多級機油，不能標示為單級機油。若一含有黏度指數提昇劑的多級機油低溫啟動視黏度及100 °C動力黏度皆符合SAE J300，但高溫高剪切（HTHS）黏度卻不符合SAE J300，則不得標示任何SAE黏度級數。

## 机油標準

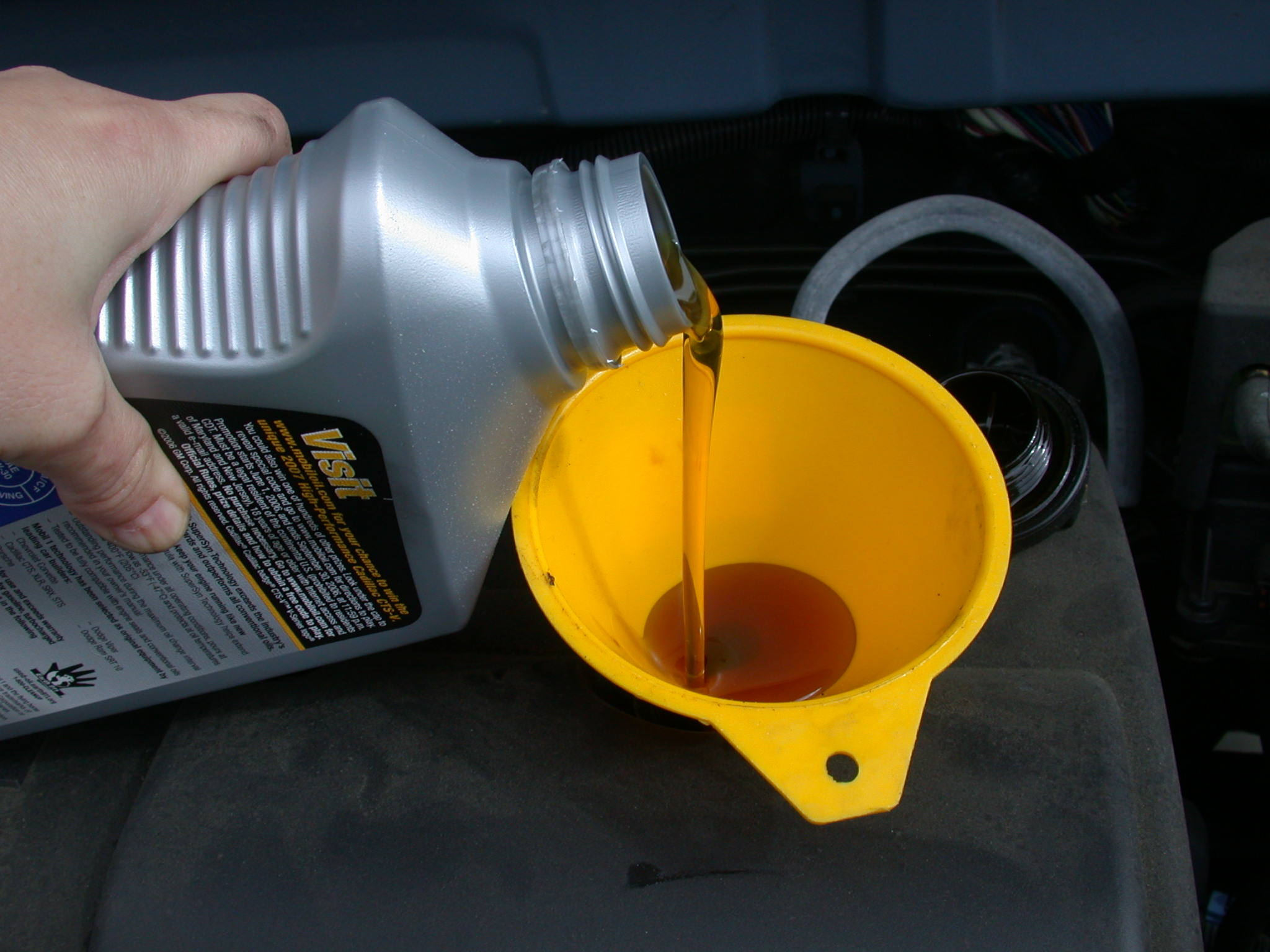
機油注入

如何评定机油的提炼工艺与理化性能，在不同国家则有不同的标准。目前世界上主流标准有两个，一个是美国石油學会API（American Petroleum Institute）的标准，还有一个是歐洲汽車製造商協會ACEA（European Automobile Manufacturers' Association）的标准。此外還有國際潤滑油規範及認證委員會ILSAC（International Lubricant Standardization and Approval Committee）及日本自動車技術会規格JASO（Japanese Automotive Standards Organization）的标准。

#### API
目前API标准适用于绝大多数汽车。API标准分為 火花塞发动机（S）和壓縮发动机（C）。两者均以拉丁字母顺序评定提炼等级。例如火花塞发动机机油的早期级别为SA,SB,SC... 字母顺序越往后，说明机油越好。目前最新级别是SP, 而市场上SN、SM、SL级别仍然占据一定地位。压缩发动机机油的最新标准是CK-4。S和C机油完全不同，两者不能混用，但是压缩发动机机油往往同时标注S等级，这说明是汽柴油两用机油。
市场上機油有，礦物油 (Mineral Oil)，合成油 (Synthetic Oil) 或 半合成油 (Semi-Synthetic Oil) 和全合成油 (Fully Synthetic Oil) 的說法。这种分类在严格的化工标准下没有任何意义，只是商业宣传的手段。例如有些半合成机油的基礎油成分，矿物基礎油占90%，合成基礎油仅占10%左右，但是价格却大大高于矿物机油，这对于商业利润大有裨益。而SP级别机油既有可能是合成机油也有可能是矿物机油，這是每一家機油商對於機油調配成分比例不同，鉴别一种机油是否达到SP级别，其依据是机油的理化指标如氧化时间，抗磨，乳化能力，清洁能力，流动性等，与机油提炼途径无关。

#### JASO
JASO為日本汽車標準組織制定的縮寫，機車機油規格於1998年制定，用於規範機車機油測試基準。日本汽車標準組織(Japan Automobile Standards Organization)，簡稱JASO，
係由SAE日本分會所組成其在1978年以前的規格完全依賴API，所以其規範未如API齊全，
其成員包括： 汽車廠商、石油業、添加劑供應商還有日本政府機構的直接加入為會員所以其中立性遠不如其他規範。
因近年來AOI/ILSAC等油品配方中，參有摩擦修飾劑(潤滑劑)的比例趨高，導致摩擦係數過低，對某些四行程機車的濕式離合器片滑動和動能耗損的問題，
所以JASO另立四行程機車引擎油品規範，係以通過API SE等級以上或ACEA A1以上的性能規範為基礎，
再加上硫酸鹽灰份、揮發度，消泡性，剪切穩定性與高溫高剪切黏度的限制，
以其油品中的摩擦修飾劑(潤滑劑)比例,分成高動靜摩擦指數的MA 類和低摩擦指數的MB類兩種。
```
一般是JASO MA在台灣最常見到還有一種是JASO MB，MB跟MA的差異是在『磨擦系數添加劑』；
```

MA是『高磨擦系數添加劑』而MB是『低磨擦系數添加劑』。
參考來源:https://jakey172.pixnet.net/blog/post/458313959 （页面存档备份，存于）

##### JASO MA
一般認為使用於濕式離合器(如:檔車)等變速箱需浸泡於機油內之車輛。
MA標準相較於MB標準添加了磨擦改進劑，避免換檔時變速箱的打滑。
MA標準則可細分為MA1與MA2；且MA2>MA1，通常排氣量小於500立方公分之車輛使用MA1之機油就足以

##### JASO MB
JASO MB最早於1998年制定，而後於2006年改訂為機車專用的機油測試規格。一般認為乾式離合器(如:速克達等非打檔車)應使用摩擦係數較低的MB做為主要用油，但目前一般廠牌的機油都會符合其他基礎標準下如SAE J300標準(黏度級數標準 Example.10w-40)或API(如:SN、SL、最新為SP)標準之下再來區分MA或MB，所以在乾式離合器車輛下使用符合基本標準之MA標準機油，並不會對引擎有額外耗損。

## 机油更换与发动机保养

### 機油更換週期[17]

#### 依照製造商使用手冊：
依照製造商發行的使用手冊來進行更換，例如台灣市場販售的三菱Eclipse Cross使用手冊，使用合成機油時每10,000公里或6個月更換機油，使用一般礦物機油時每5,000公里或3個月更換機油。有些使用手冊建議在嚴峻的運作情況時減半更換週期。

#### 依照車輛運作情況：

##### 燃油品質
燃油不會完全燃燒掉而產生汙染物，燃油品質愈差，汙染物愈多。燃油在運輸及儲存時的條件也會影響燃油品質。

##### 短距離行駛
短距離行駛的引擎未有足夠的時間達到工作溫度，導致清淨劑及分散添加劑中和燃燒汙染物的速度較慢；混入機油的水分未能及時全部蒸散。

##### 多塵路段行駛
空氣濾芯無法過濾所有的塵土分子，進而混入機油，機油內過多的塵土會增加零件磨損、降低機油的抗磨能力。

##### 塞車、長時間低速、長時間怠速行駛
持續加速又減速，對引擎負載最大，降低機油壽命較快；引擎怠速時，機油流速數倍小於行駛高速公路時的機油流速，這在長時間低速行駛時也會發生。

##### 過高溫、過低溫環境行駛
過高溫環境行駛，使油膜變薄並加大摩擦係數，且增加油膜破裂的可能；也會加速機油氧化、影響燃燒汙染物的生成。

##### 重物附載、山區行駛
增加重物附載及山區行駛，也會增加燃燒汙染物的生成。

#### 使用什麼機油：
如果使用礦物機油，通常機油壽命會較短，決定更換週期時應打折；使用合成機油時，通常機油壽命會較長。除了基礎油之外，添加劑規格也會影響機油壽命，這與礦物機油或是合成機油無關，TBN較低的機油(例如TBN=5~6 mgKOH/g)，就不建議使用較長的更換週期。

#### 引擎規格：
渦輪引擎產生汙染物的速度通常較自然進氣引擎快，有些製造商建議渦輪引擎在嚴峻的運作情況時，更換週期為2,500公里。

### 舊油化驗[19]
以使用手冊、運作情況、機油型號、引擎規格只能大略預估機油更換週期，以物性及化性檢驗較能準確預估機油更換週期。

#### TBN：
車用機油新油的TBN依型號不同大約在5~12 mgKOH/g之間，引擎運轉的同時，TBN就開始下降，下降到剩2.5~3  mgKOH/g時，下降速率開始減緩－代表清淨添加劑中最主要及最有活性的成分都已經跟酸性汙染物中和，若此時不換油繼續運轉引擎，機油將無法再有效中和酸性汙染物，TAN會開始增加。